# Die Schattenkrieger
Die Schattenkrieger (Originaltitel Soldier of Fortune, Inc., später SOF: Special Ops Force) ist eine US-amerikanische Actionfernsehserie. Sie handelt von einer Spezialeinheit, die Geheimaufträge für die amerikanische Regierung erfüllt. Sie besteht aus mehreren ehemaligen Soldaten und zwei früheren Agenten der CIA beziehungsweise der DEA.
Finanziert wurde die Serie von der gemeinsamen Produktionsfirma von Jerry Bruckheimer und Don Simpson, die davor bereits Geldgeber für mehrere Actionfilme waren. Aufgrund der relativ niedrigen Einschaltquoten der ersten Staffel gab es in der zweiten mehrere Änderungen. So wurden der Originaltitel umgeändert und zwei Hauptfiguren ausgetauscht. Der Basketballspieler Dennis Rodman verkörperte einen der beiden neuen Protagonisten. Auf die Zuschauerzahlen hatte das keinen positiven Einfluss, weswegen Die Schattenkrieger eingestellt wurde.
In den Vereinigten Staaten lief die Serie in Syndikation. Sie hatte also keinen Stammsender, sondern wurde im selben Zeitraum auf mehreren Kanälen ausgestrahlt. In Deutschland wurde sie 1999 erstausgestrahlt und bis 2008 auf einigen Sendern gelegentlich wiederholt.

## Handlung
Nachdem Major Matthew Shepard von den Army Special Forces bei einem Einsatz in Jugoslawien einen Befehl ignorierte, um einen verletzten Soldaten zu retten, verließ er die Army. Er kam so einem Prozess vor dem Militärgericht zuvor. Eines Tages wird er vom ehemaligen Army-Oberst Xavier Trout kontaktiert. Dieser arbeitet nun für das United States National Security Council und bietet Matthew einen Geheimauftrag im Irak an. Er nimmt ihn an und stellt dafür ein Team aus mehreren Personen zusammen. Staff Sergeant Benny Ray Riddle, ein Schießlehrer, war früher Scharfschütze beim United States Marine Corps. Er wurde entlassen, da er den Befehl eines UN-Offiziers missachtete. Der jetzige Sportlehrer Lieutenant Jason Walker schied aufgrund einer Knieverletzung aus den Night Stalkers aus und wird Pilot des Teams. Der britisch-irische Staff Sergeant C.J. Yates war Mitglied des Special Air Service, arbeitet als Abrisstechniker und ist in Matthews Truppe für elektronische Überwachung sowie den Umgang mit Sprengstoffen verantwortlich. Margo Vincent komplettiert die Einheit. Sie war früher CIA-Agentin und kommt daher an für die Missionen nützliche geheimdienstliche Informationen.
Obgleich sie den Auftrag im Irak erfolgreich ausführen, verliert das Team dabei zwei Mitglieder. Der deutsche Lieutenant Gunter Hauer, ein ehemaliges Mitglied der GSG 9, wird getötet, der frühere Navy Seal Rico Valesquez durch einen Armschuss schwer verletzt. Rico erholt sich schließlich nach einer Reha, ist danach aber nicht mehr bei den Missionen dabei. Die restlichen Mitglieder führen immer wieder neue Geheimaufträge für die amerikanische Regierung im Ausland durch, wobei sie stets damit rechnen müssen, bei einer Gefangennahme von ihren Feinden hingerichtet zu werden. Als Hauptquartier dient ihnen Matthews Bar Silver Star, in der sich ein Geheimraum mit Waffen und Lageplänen befindet. Jason und C.J. verlassen das Team am Anfang der zweiten Staffel und gehen nach Hawaii. An ihre Stellen treten Chefadjutant Deke Reynolds und Nick Delvecchio. Zudem stellt Matthew in der Silver Star die scheinbar nicht sonderlich intelligente Kellnerin Debbie ein, bei der es sich jedoch, wie in der letzten Folge deutlich wird, um eine feindliche Agentin handelt.
Deke wurde Soldat in der Army, um einer Gefängnisstrafe zu entgehen. Aufgrund seines Ungehorsams wurde er entlassen und von Oberst Swanee für Geheimaufträge rekrutiert. Dieser wird später ermordet, wobei Matthews Team Deke hilft, den Täter zu finden. Als Dank versorgt er sie gelegentlich mit Ausrüstung und Informationen, zudem fungiert er als ihr neuer Pilot. Der zweite Neuzugang ist Nick Delvecchio. Er war verdeckter Ermittler bei der DEA und hat somit als einziger neben Margo keinen militärischen Hintergrund. Nick traf die anderen bei einer ihrer Missionen, wobei sie ihn für ein Mitglied einer Drogenbande hielten. Nachdem er seine Identität preisgab, half er ihnen bei der Erledigung des Auftrags, weswegen sie ihn aufnahmen. Nick besitzt zwar nicht die militärischen Kenntnisse seiner Kollegen, beispielsweise das Wissen über Synonyme für Maßeinheiten, was ihm etwas peinlich ist. Dafür beherrscht er aufgrund seiner Vorliebe für Magie unter anderem Manipulationen, Lockpicking und Entfesselungskunst, daneben ist er der neue Überwachungsspezialist.

## Produktion
Die Schattenkrieger war die erste Fernsehserie der gemeinsamen Produktionsfirma von Jerry Bruckheimer und Don Simpson. Die beiden hatten bereits in der Vergangenheit zusammen mehrere Actionfilme finanziert, unter anderem Beverly Hills Cop – Ich lös’ den Fall auf jeden Fall, Top Gun – Sie fürchten weder Tod noch Teufel sowie Bad Boys – Harte Jungs. Erdacht wurde sie vom Drehbuchautor Dan Gordon, der vor seiner Karriere im Filmgeschäft als Soldat in den israelischen Streitkräften diente.
Der Originaltitel Soldier of Fortune Inc. stammte von Bruckheimer, der laut ihm gut zu einer Actionserie passen würde. Soldier of Fortune ist zudem der Name einer US-amerikanischen Zeitschrift über militärische Themen. Das Magazin war einer der Sponsoren der Serie. Die Darsteller der Soldaten wurden am Set einem Training unterzogen, um ihre Figuren so authentisch wie möglich spielen zu können. Tim Abell musste nicht zu den Übungen erscheinen, da er in der Vergangenheit Mitglied bei den United States Army Rangers gewesen war. Zudem war der ehemalige Navy Seal Harry Humphries als technischer Berater für die Serie tätig.
Um die Quoten zu steigern, nahmen die Produzenten für die zweite Staffel von Die Schattenkrieger einige Änderungen vor. Der Originaltitel wurde in SOF: Special Ops Force umbenannt, zudem war am Anfang jeder Episode ein kurzer, von Peter Graves eingesprochener Introtext zu hören. Auch wurden die von Réal Andrews und Mark Sheppard verkörperten Figuren aus der Serie gestrichen. Als Ersatz wurden zwei neue, von David Eigenberg und Dennis Rodman gespielte Charaktere eingeführt. Letzterer war damals ein populärer Basketballspieler, der sich gelegentlich als Schauspieler betätigte. Entgegen der Hoffnungen der Produzenten sanken die Einschaltquoten stattdessen, weswegen die Serie schließlich abgesetzt wurde. Obwohl für die zweite Staffel eigentlich 22 Folgen vorgesehen waren, wurden aufgrund der Einstellung nur 17 produziert.

## Besetzung und Synchronisation
| Rolle                                   | Darsteller      | Synchronsprecher  |
| --------------------------------------- | --------------- | ----------------- |
| Major Matthew Quentin Shepherd          | Brad Johnson    | Frank Muth        |
| Staff Sergeant Benny Ray Riddle         | Tim Abell       | Stephan Rabow     |
| Margo Vincent                           | Melinda Clarke  | Simone Brahmann   |
| Xavier Trout                            | David Selby     | Reinhard Glemnitz |
| Lieutenant Jason „Chance“ Walker        | Réal Andrews    | Kai Taschner      |
| Staff Sergeant Christopher „C.J.“ Yates | Mark Sheppard   | Florian Halm      |
| Chefadjutant Deacon „Deke“ Reynolds     | Dennis Rodman   | Oliver Stritzel   |
| Nick Delvecchio                         | David Eigenberg | Tobias Lelle      |
| Debbie                                  | Julie Nathanson |                   |
| Ricardo „Rico“ Valesquez                | Billy Gallo     |                   |
| Lieutenant Gunter Hauer                 | Brian Cousins   | Philipp Moog      |
| Katrina Herrera                         | Ruth Livier     |                   |

## Episodenliste

### Staffel 1
| Nr. (ges.) | Nr. (St.) | Deutscher Titel            | Originaltitel         | Erstausstrahlung USA | Deutschsprachige Erstausstrahlung (D) | Regie            | Drehbuch                                                           |
| ---------- | --------- | -------------------------- | --------------------- | -------------------- | ------------------------------------- | ---------------- | ------------------------------------------------------------------ |
| 1          | 1         | Der erste Auftrag          | Genesis               | 27. Sep. 1997        | 23. Feb. 1999                         | Robert Radler    | Dan Gordon & Greg Strangis & Robert L. McCullough Idee: Dan Gordon |
| 2          | 2         | Machtgelüste               | Power Corrupts        | 4. Okt. 1997         | 2. März 1999                          | Robert Radler    | Michael Marks                                                      |
| 3          | 3         | Das Attentat               | Over the Wire         | 11. Okt. 1997        | 9. März 1999                          | Greg Yaitanes    | Greg Strangis & Robert L. McCullough                               |
| 4          | 4         | Schatten der Vergangenheit | For Love or Money     | 18. Okt. 1997        | 16. März 1999                         | Whitney Ransick  | Duke Sandefur                                                      |
| 5          | 5         | Game Over                  | Alpha Dogs            | 25. Okt. 1997        | 23. März 1999                         | Oscar Costo      | Duke Sandefur                                                      |
| 6          | 6         | Trau keinem Verräter       | Broken Play           | 1. Nov. 1997         | 19. Okt. 2000                         | Peter Bloomfield | Greg Strangis & Robert L. McCullough                               |
| 7          | 7         | Geiselterror               | Collateral Damage     | 8. Nov. 1997         | 26. Okt. 2000                         | Greg Yaitanes    | Greg Strangis & Robert L. McCullough                               |
| 8          | 8         | Im Drogendschungel         | La Mano Negra         | 15. Nov. 1997        | 2. Nov. 2000                          | Robert Radler    | John F. Mullins                                                    |
| 9          | 9         | Tödliche Diamanten         | Missing in Action     | 22. Nov. 1997        | 9. Nov. 2000                          | Randall Zisk     | Donald R. Boyle                                                    |
| 10         | 10        | Alle für einen             | Last Chance           | 24. Jan. 1998        | 16. Nov. 2008                         | Robert Radler    | Greg Strangis & Robert L. McCullough                               |
| 11         | 11        | Die Wunderwaffe            | When the Hammer Falls | 31. Jan. 1998        | 23. Nov. 2008                         | Oscar Costo      | Duke Sandefur & James Cappe                                        |
| 12         | 12        | Entscheidung in Tripolis   | Surgical Strike       | 7. Feb. 1998         | 30. Nov. 2000                         | Michael Shapiro  | James Cappe & Duke Sandefur                                        |
| 13         | 13        | Im Auftrag der Freiheit    | Hired Guns            | 14. Feb. 1998        | 7. Dez. 2000                          | Greg Yaitanes    | Greg Strangis & Robert L. McCullough                               |
| 14         | 14        | Falsches Spiel             | Deja Vu: Part 1       | 21. Feb. 1998        | 14. Dez. 2000                         | Peter Bloomfield | Greg Strangis & Robert L. McCullough                               |
| 15         | 15        | Rachepläne                 | Apres Vu: Part 2      | 28. Feb. 1998        | 21. Dez. 2000                         | Peter Bloomfield | Greg Strangis & Robert L. McCullough                               |
| 16         | 16        | Codename Raptor            | Scorned               | 25. Apr. 1998        | 28. Dez. 2000                         | Richard Compton  | James Cappe                                                        |
| 17         | 17        | Auf eigene Faust           | Tight Spot            | 2. Mai 1998          | 4. Jan. 2001                          | Jason Bloom      | Greg Strangis & Robert L. McCullough                               |
| 18         | 18        | Der Ausbruch               | Double-Edged Sword    | 9. Mai 1998          | 11. Jan. 2001                         | Peter Bloomfield | Philip John Taylor                                                 |
| 19         | 19        | In alter Feindschaft       | Payback               | 16. Mai 1998         | 18. Jan. 2001                         | Neil Abramson    | James Cappe                                                        |
| 20         | 20        | Am Abgrund                 | Top Event             | 23. Mai 1998         | 25. Jan. 2001                         | Winrich Kolbe    | Neil Livingstone                                                   |

### Staffel 2
| Nr. (ges.) | Nr. (St.) | Deutscher Titel           | Originaltitel           | Erstausstrahlung USA | Deutschsprachige Erstausstrahlung (D) | Regie               | Drehbuch                                       |
| ---------- | --------- | ------------------------- | ----------------------- | -------------------- | ------------------------------------- | ------------------- | ---------------------------------------------- |
| 21         | 1         | Der Joker                 | Wild Card               | 26. Sep. 1998        | 1. Feb. 2001                          | Peter Bloomfield    | George Schenck & Frank Cardea                  |
| 22         | 2         | Kopfgeld                  | Who’s Who               | 3. Okt. 1998         | 8. Feb. 2001                          | Peter Bloomfield    | Robert L. McCullough & Greg Strangis           |
| 23         | 3         | Das Spinnennetz           | Spyder’s Web            | 10. Okt. 1998        | 15. Feb. 2001                         | Reynaldo Villalobos | Tony Blake & Paul Jackson                      |
| 24         | 4         | Gefährlicher Flirt        | Party Girl              | 17. Okt. 1998        | 22. Feb. 2001                         | Jason Bloom         | Tom Chehak                                     |
| 25         | 5         | Heißes Pflaster in Berlin | A Walk in the Park      | 24. Okt. 1998        | 1. März 2001                          | Jason Bloom         | Robert L. McCullough & Greg Strangis           |
| 26         | 6         | Wettlauf gegen die Zeit   | Trade Off               | 31. Okt. 1998        | 8. März 2001                          | Peter Bloomfield    | Robin Jill Burger                              |
| 27         | 7         | Der Überläufer            | Iraq and Roll           | 7. Nov. 1998         | 15. März 2001                         | Reynaldo Villalobos | Christopher Mack                               |
| 28         | 8         | Gabriel                   | Hide and Seek           | 14. Nov. 1998        | 22. März 2001                         | Peter Bloomfield    | Ashley Gable & Tom Swyden                      |
| 29         | 9         | Charade                   | Charade                 | 21. Nov. 1998        | 29. März 2001                         | Jason Bloom         | Schuyler Kent                                  |
| 30         | 10        | Alleingang                | Tethered Goat           | 6. Feb. 1999         | 5. Apr. 2001                          | Jason Bloom         | Robert L. McCullough & Greg Strangis           |
| 31         | 11        | Gefährliche Liebe         | Figure Eight            | 13. Feb. 1999        | 12. Apr. 2001                         | Steve Yaconelli     | David A. Weinstein & Tony Blake & Paul Jackson |
| 32         | 12        | Margo und der Monsignore  | The Lord is My Shepherd | 20. Feb. 1999        | 19. Apr. 2001                         | Reynaldo Villalobos | Michael Rhodes                                 |
| 33         | 13        | Ausgeliefert              | Critical List           | 27. Feb. 1999        | 26. Apr. 2001                         | Jason Bloom         | Robin Jill Burger                              |
| 34         | 14        | Gestrandet                | Welcome to Bent Copper  | 1. Mai 1999          | 3. Mai 2001                           | Peter Bloomfield    | Ashley Gable & Tom Swyden                      |
| 35         | 15        | Der weiße Drache          | White Dragon            | 8. Mai 1999          | 10. Mai 2001                          | Peter Bloomfield    | Tony Blake & Paul Jackson                      |
| 36         | 16        | Alte Freunde              | The Vestige             | 15. Mai 1999         | 17. Mai 2001                          | Steve Yaconelli     | Bazzel Baz                                     |
| 37         | 17        | Begründete Zweifel        | Reasonable Doubts       | 22. Mai 1999         | 24. Mai 2001                          | Peter Bloomfield    | George Schenck & Frank Cardea                  |

## Veröffentlichung
In den Vereinigten Staaten wurde Die Schattenkrieger als Syndikationsserie ausgestrahlt. Das bedeutet, dass sie nicht auf einem bestimmten Sender, sondern im selben Zeitraum auf mehreren Kanälen lief. Zudem erstellte ein Quake-Spieler einen Mod, der auf der Serie basierte. Quake-Level wurden Ende der 1990er Jahre häufiger verwendet, um für neu erschienene Fernsehproduktionen zu werben. Im Heimkino wurden die 14. und 15. Episode der ersten Staffel als eine Art Fernsehfilm auf VHS und DVD veröffentlicht.
In Deutschland lief die Serie erstmals von Februar bis März 1999 auf ProSieben. Nach den ersten fünf Folgen wurde sie wieder aus dem Programm genommen. Ab Oktober 2000 waren schließlich alle Episoden auf 13th Street zu sehen, wo Die Schattenkrieger bis September 2002 Teil des Programms war. Die Serie wurde 2002 und 2004 auf ProSieben, 2003 auf Kabel eins und bislang letztmalig 2008 auf Tele 5 wiederholt.

## Rezeption
In der Internet Movie Database erreichte die Serie eine Bewertung von 6,9 von zehn Sternen basierend auf 498 abgegebenen Stimmen.

### Kritikerstimmen
Dennis Anderson verglich die Serie in der The Spokesman-Review mit Action-Blockbustern wie The Rock – Fels der Entscheidung. Sie enthalte alle Gadgets und „Tom Clancy-mäßigen Geschütze“, die die Zuschauer aus dem Kino kennen. Das großartige, „knallharte und dennoch zarte“ Figurenensemble ähnle den Protagonisten aus Kobra, übernehmen Sie. Die Schattenkrieger sei ein rasantes, actionreiches und sehenswertes Spektakel. John M. Jerva von Action-Flix bezeichnete die Serie als Höhepunkt des Actionfernsehens. Er lobte unter anderem die „erstklassigen“, realistisch wirkenden Schauspieler, die ebenso großartigen Actionszenen sowie den „pulsierenden“ Soundtrack. Weder das teilweise andere Ensemble der zweiten Staffel noch der Cliffhanger in der letzten Folge schmälerten die gegenwärtig immer noch hohe Qualität der „ultracoolen“ Serie. Josh Hadley nannte Die Schattenkrieger in der Forces of Geek eine großartige, scheinbar vergessene Produktion. Die erste Staffel besäße fesselnde, gut geschriebene Handlungen, dafür nervten ihre häufigen Produktplatzierungen. Die zweite Staffel sei „protziger und unrealistischer“, aber dennoch fantastisch. Zudem stelle Eigenberg aufgrund seines Charmes und Humors einen „echten Gewinn“ dar.

### Nominierung
Bei der Primetime-Emmy-Verleihung 1998 erhielt Die Schattenkrieger eine Nominierung in der Kategorie Bester Tonschnitt einer Fernsehserie.